# 鲍威尔·奥比纳·奥比
鲍威尔·奥比纳·奥比（日语：オビ パウエル オビンナ；1997年12月18日—），日本足球運動員，司職守門員，現效力日職球隊神戶勝利船。

## 俱樂部生涯
奥比纳是日本和尼日利亚的混血（他的母亲是日本人，父亲是尼日利亚人），他的身高达到了1米93，早在2018年亚运会就是日本男足的替补门将。
2019年，奥比纳经流通经济大学成为横滨水手的特别指定球员，本赛季正式加盟球队。 8月4日以育成型租借的方式加盟了栃木SC，代表栃木出场9次，并有着出色的表现。他的租期原本是到2021年1月31日，但因为横滨水手需要征战亚冠，且中前场注册外援太多，因此外租了原来的主力门将朴一圭，决定提前召回奥比纳。11月15日，日职联赛第27轮中，横滨水手主场6比2大胜浦和红钻，奥比纳首次亮相日职联赛。而与上海上港的小组榜首大战，则是奥比纳首次征战亚冠，最终他挡出了奥斯卡的点球。

## 外部連結
- 日本職業足球聯賽中的鲍威尔·奥比纳·奥比 （日語）
- 鲍威尔·奥比纳·奥比的X（前Twitter）
- 鲍威尔·奥比纳·奥比的Instagram帳戶